# Далеки
Да́леки — позаземна раса мутантів з британського науково-фантастичного телесеріалу «Доктор Хто». В серіалі далеки є напівкіборгами з планети Скаро, створеними вченим Давросомом в останні роки тисячолітньої війни з талами.
Генетично вони є мутантами людиноподібної раси каледа, поміщеними в танко- або роботоподібні мобільні (в тому числі здатні літати) машини-оболонки з надміцного полікарбіду та делеканіуму. Отримані істоти є могутньою расою, націленою на завоювання Всесвіту і домінування без жалю і докорів сумління. У далеків відсутні всі емоції, крім однієї — ненависті до всього, що не є далеком.
Раса часто є головним противником протагоніста серіалу, Повелителя Часу Доктора. Якщо вірити його словам, то Повелителі Часу були технічно найрозвиненішою расою з усіх, що коли-небудь існували, далеків можна ставити на друге місце, так як вони — єдині, хто зміг воювати з Повелителями на рівних. Доктор, як правило, не визнає насильства і вважає, що у кожної форми життя у Всесвіті є право на існування, перший час вважав, що далекі повинні бути повністю винищені. Пізніше він змінює свою думку, але його ворожнеча з далеками зберігається і донині. Єдина мета життя далека — знищення всіх, хто не є йому подібним. Капітан Джек Харкнесс говорив, що вони — «найпотужніша військова сила у Всесвіті». Сам же Доктор називав їх «найгіршими створіннями у Всесвіті».
Далеки пройшли еволюцію від примітивних організмів в підземеллях Скаро до пануючої раси в багатьох галактиках, ставши найгрізнішими створіннями Всесвіту. Взявши участь у Війні Часу проти повелителів часу, вони виявили себе грізними противниками і, можливо, завдали б останнім поразки, якби не Доктор, який замкнув їх і повелителів часу у часовій пастці («День Доктора»).

## Далеки в популярній культурі
Далеки створені сценаристом Террі Нейшеном та дизайнером BBC Раймондом Кусаком. Вперше далеки з'являються у другій однойменній серії серіалу в грудні 1963 року. Далеки з перших серій отримали надзвичайну популярність серед глядачів, тож сценаристи вирішили використовувати цих героїв час від часу впродовж всього серіалу. В 1960-х роках далеки навіть стали героями кількох картин, що безпосередньо не пов'язані з сюжетом серіалу. Далеки стали невід'ємною ознакою масової культури та елементом британської культурної самоідентифікації. У 2010 році читачі науково-фантастичного журналу SFX проголосували за далеків як за найвидатніших монстрів всіх часів, випередивши японський фільм Годзилла і героя Джона Р. Р. Толкіна Голлума з «Володаря перснів».
У квітні 2006 року «Blue Peter» запустили змагання з пошуку зниклих епізодів, пообіцявши повнорозмірну модель далека як нагороду.
Широку популярність отримало улюблене слово далеків — «Винищити!» (англ. «Exterminate!»).
До п'ятдесятирічного ювілею серіалу фермер Том Пірс з околиць англійського міста Йорк виростив на своєму маїсовому полі далека.
На честь 50-річного ювілею серіалу Королівська пошта Великої Британії випускає в 2013 році серію марок, присвячених «Доктору Хто», в тому числі і з далеками.
Далеки присутні у спецвипуску до 50-річчя серіалу.
Фанат телесеріалу з міста Корстон, графство Вілтшир, Велика Британія, за два роки зробив далека з легкого скутера з водяною гарматою в натуральну величину.

## Створення ради далеків

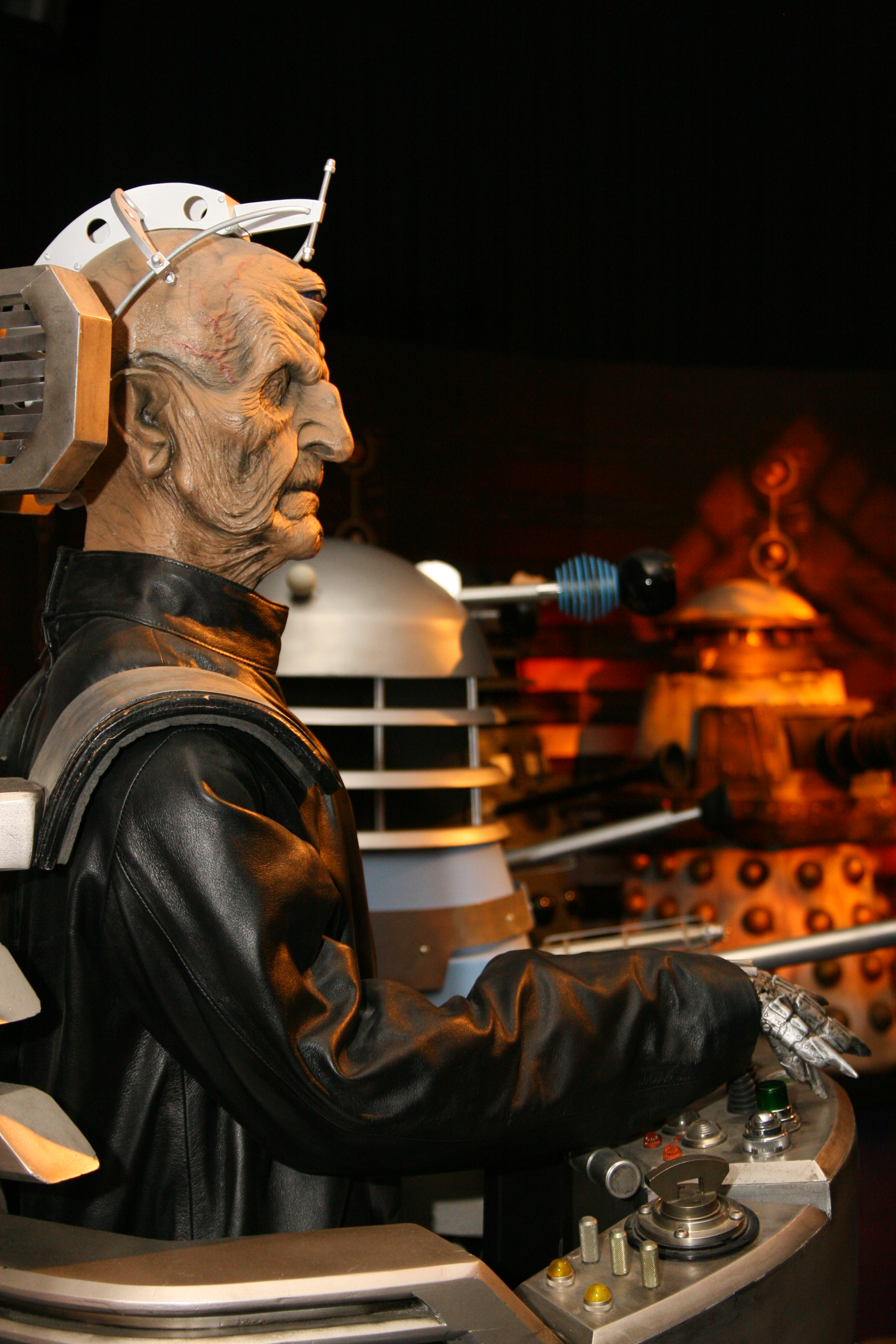
Даврос — творець раси далеків

Планета Скаро — рідна планета далеків — колись була заселена двома цивілізаціями: каледами та талами. Між ними виникла війна планетарного масштабу — нейтронна війна, яка призвела до розрухи на планеті і зараження її радіацією. Тали змогли призвичаїтись до зараженого радіацією клімату, віднайшовши спосіб боротись з променевою хворобою. Натомість каледи були змушені спуститись під землю, проте й там вони шукали спосіб знов піднятись на поверхню.
Пошуками способів боротись з променевою хворобою було доручено вченому Давросу. Врешті-решт Даврос заявив, що знайшов ліки від променевої хвороби. Проте Даврос переслідував цілком іншу мету: він хотів створити ідеальну расу, що не має вразливих місць. Експерименти, що їх провів Даврос над каледами, призвели до того, що ті, дійсно стали несприйнятливим до радіації, проте перетворились на мутантів, які не мали нічого спільного з предками-гуманоїдами і не мали ніяких почуттів та емоцій. Потім Даврос створив для мутантів надзвичайно міцну броню з полікарбіду та делеканіуму та дав їм зброю, що дозволило їм стати однією з найбільш грізних рас галактик. Свої творіння Даврос назвав далеками — анаграмою від слова «Калед».
Даврос припустився надзвичайно великої помилки, оскільки далеки вважали всіх нижчими формами життя, тож автоматично і сам Даврос підпав під цю категорію. Тож скоро творіння Давроса вийшли з-під його контролю. Створивши власну могутню цивілізацію, далеки присвятили себе спробам завоювати Всесвіт і знищенню або поневоленню інших рас.
Далеки брали участь у багатьох війнах, в тому числі у Війні Часу. Довго вважалось, що далеки були знищені, коли Доктор запечатав їх та Галіфрей у часовій пастці. Проте деякі далеки уникнули Війни Часу і спробували відновити расу далеків, і лише завдяки тому, що Роза Тайлер заглянула в матрицю Тардіс, почерпнувши звідти енергію, Доктору вдалось знищити далеків, що проте стало причиною його чергової регенерації.
Проте й пізніше далеки намагались відновити свою цивілізацію, в чому значну роль відіграла діяльність клану Скаро. Пізніше далеки спробували відновити свою расу з допомогою «Прародителя далеків».

## Фізіологія
Під бронею далека знаходиться восьминіг — зеленувато-біла істота з безліччю щупалець, великим мозком і одним оком. Також у деяких з них присутній кіготь на одному з щупалець. Вони не зберігають практично ніяких ознак колишніх гуманоїдних, але, тим не менш, при ретельному вивченні можна зрозуміти, що тіло далека організоване все ж за схемою гуманоїдної істоти — жахливо спотвореною і зміненою. Далеки не здатні самостійно видавати звуки за винятком слабкого писку, розмовляють вони тільки за допомогою своєї броні, яка синтезує металево звучний скрипучий голос. Через те, що далеки не здатні практично ні на які емоції, їхня мова завжди монотонна.
Далеки володіють величезним інтелектом, але через повну відсутність уяви їхня винахідливість обмежена лише тими підходами, які доступні принципам суворої логіки. Для підтримки життя далекам необхідна радіація, причому у великих дозах — тривала відсутність опромінення або прийом антирадіаційниого препарату може вбити далека. Далеки володіють тією ж здатністю, що і Повелителі Часу — відрізняти ті події в часі, в які не можна втручатися.
Далеки без броні в серіалі показуються вкрай рідко, їх можна побачити всього в декількох серіях. Тим не менш, незважаючи на фізичну слабкість і невеликі розміри, далеки навіть без своєї броні надзвичайно небезпечні.
У серіях «Далеки в Манхеттені» і «Еволюція далеків» Культ Скаро зробив спробу поліпшити далеків, з'єднавши їх з людиною, в результаті чого з'явився «Людинодалек». Однак отриманий гібрид отримав емоції, не властиві далекам, і захотів змінити всю їх расу за своєю подобою, за що був убитий колишніми товаришами.